# Millak-dong
Millak-dong (koreanska: 민락동) är en stadsdel i staden Busan i den sydöstra delen av Sydkorea, 300 km sydost om huvudstaden Seoul. Den ligger i stadsdistriktet Suyeong-gu.